# Jullié

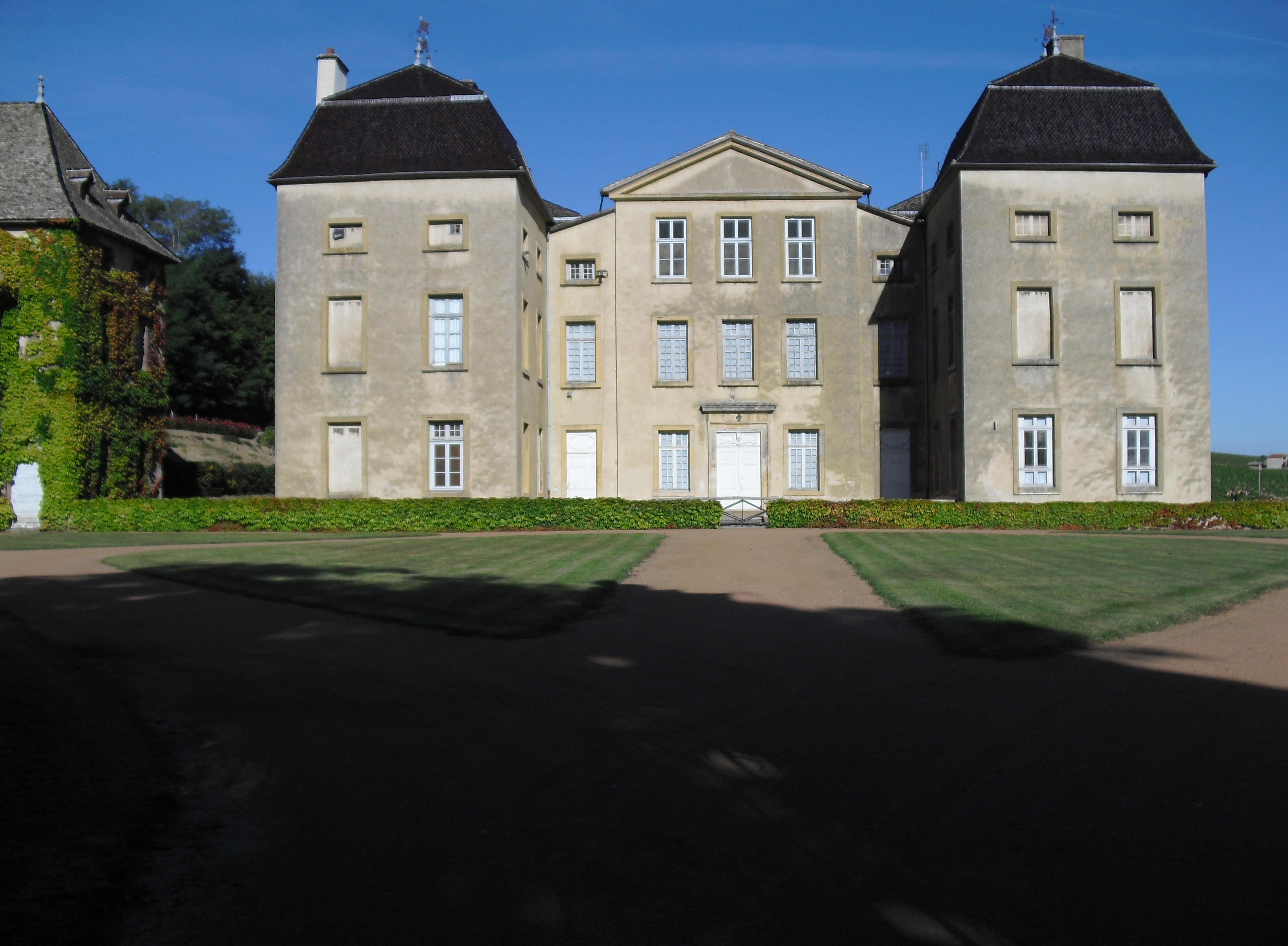
Zamek w Gminie Jullié, 2010

Jullié – miejscowość i gmina we Francji, w regionie Owernia-Rodan-Alpy, w departamencie Rodan.
Według danych na rok 1990 gminę zamieszkiwało 361 osób, a gęstość zaludnienia wynosiła 37 osób/km² (wśród 2880 gmin regionu Rodan-Alpy Jullié plasuje się na 1271. miejscu pod względem liczby ludności, natomiast pod względem powierzchni na miejscu 1140.).